# South Blooming Grove
South Blooming Grove es una villa ubicada en el condado de Orange, estado de Nueva York, Estados Unidos. Tiene una población estimada, a mediados de 2021, de 3921 habitantes.
La villa fue fundada en 2006, luego de una votación que registró 856 votos a favor y 89 en contra.

## Geografía
Está ubicada en las coordenadas 41°22′25″N 74°10′1″O / 41.37361, -74.16694 (41.373695, -74.16703). Según la Oficina del Censo, tiene un área total de 12.20 km², de la cual 12.11 km² son tierra y 0.09 km² son agua.